# Дон Балон
Списание „Дон Балон – България“ е футболно списание, което се издава по лиценз на разпространяваното в 11 държави по света испанско списание „Don Balón“.
В него се намират факти и статистики от българския футболен живот, както и за най-популярните национални и клубни отбори в света. Към списанието излизат и приложения, като например специални издания за Шампионската лига или кратки биографии на българските футболни легенди. Към всеки брой се добавя и безплатен плакат на футболист или отбор.
Сред авторите, които пишат в списанието, са българските спортни журналисти – Жаклин Михайлов, Желю Станков, Ефрем Димитров.
Последният брой излиза на 25 декември 2007 г.